# 今井彰一
今井 彰一（いまい しょういち、1964年9月4日 - ）は、日本の俳優。神奈川県出身。ヨギプロ所属。身長164cm。

## 汗かきジジイ
お笑い芸人「汗かきジジイ」としても活動している。その芸風は下ネタ一色である。

## 出演

### テレビ番組
- 『夢情報〜夢野家の人々』
- 『タモリ倶楽部』 - 『空耳アワー』のVTRにのみ登場する、いわゆる「空耳俳優」
- 『愛の劇場・はれ時々くもり』（1999年、TBS系 / 東北新社クリエイツ） - パチンコ店店員 役
- 『TRICK』第1話・第8話（2000年7月7日・9月1日、テレビ朝日）
- 『母親失格』（2007年、東海テレビ / ビデオフォーカス）

他、多数出演。

### 映画
- 『さらば愛しき人よ』
- 『ザ・グラッジ』
- 『明日の記憶』

### 舞台
多数出演。

### CM
- 新興産業「サイデリア」
- 「大正漢方胃腸薬」
- TVK「国税調査」
- 「パナソニック乾電池」
- 「デオデオ」

### Vシネマ
- 『雀魔(アカギ)2』
- 『美悪の華2』
- 『美悪の華3』
- 『新任バスガイド　湯けむり添乗日誌』
- 『雪月花』
- 『企業士・天馬』
- 『真田くノ一忍法伝 かすみ』
- 『猫の家族』

### アダルトビデオ
- 『チンポを見たがる女たち15 素人娘にドッキリ露出編』
- 『覗かれ犯され中出しされるエリート』
- 『ゆうきりりの素』